# Sadeq Amirazizí
Sadegh Amirazizi (1905–1992) fue un general del ejército imperial iraní y un político que se desempeñó como ministro del interior tres veces durante el reinado de Shah Mohammad Reza Pahlavi . Después de la revolución de 1979, dejó Irán y se instaló en París, Francia. Murió allí en 1993 y fue enterrado en el cementerio Behest e Zahra en Irán.

## Temprana edad y educación
Amirazizi nació en Teherán en 1905. Su padre fue Seyyed Azizullah. Después de completar su educación primaria y secundaria en la Escuela Tarbiat, ingresó a la escuela de oficiales. Se unió al ejército encabezado por Reza Shah en octubre de 1924 con el rango de segundo teniente y comenzó a trabajar como ayudante del Regimiento Independiente de Gilan.
En 1941 Amirazizi fue ascendido al rango de coronel y estudió en la Universidad de Guerra.

## Carrera profesional
Después de su graduación, Amirazizi trabajó en diferentes divisiones del ejército. En 1946 fue nombrado vicedecano del colegio de oficiales de Teherán y ascendido al rango de mayor general en 1947. Se desempeñó como presidente de la corte de apelaciones durante el juicio de Mohammad-Vali Gharani, un oficial militar iraní, quien fue acusado de planear un golpe de Estado contra el régimen de Pahlavi en 1958. Fue nombrado ministro del interior en marzo de 1961 en el gabinete dirigido por el primer ministro Jafar Sharif Emami . Continuó sirviendo en el mismo puesto en el siguiente gabinete que fue formado por Ali Amini el 9 de mayo de 1961. Amirazizi fue uno de los cuatro ministros que no firmaron la ley de reforma agraria de enero de 1962. Amirazizi ocupó el mismo cargo en el siguiente gabinete dirigido por el Primer Ministro Asadollah Alam y permaneció en el cargo hasta el 18 de febrero de 1963. Fue nombrado ministro de Estado del segundo gabinete de Alam, que se formó el 19 de febrero de 1963 y ocupó el cargo hasta marzo de 1964, cuando se disolvió el gabinete tras la dimisión del primer ministro.
Amirazizi fue nombrado gobernador de Khorasan en mayo de 1963 y luego se convirtió en el jefe adjunto de Astan Quds Razavi, una fundación real que administraba el santuario Imam Reza . A principios de 1978, fue nombrado patrón de Astan Quds Razavi, pero pronto renunció al cargo. Amirazizi fue nombrado ministro del Interior del gobierno militar dirigido por Gholam Reza Azhari .

## Vida y muerte posteriores
Después de la revolución de 1979, Amirazizi se instaló en París y murió allí en 1992. Fue enterrado en el cementerio Beheshte Zahra en Irán.

## Reconocimiento
Amirazizi recibió la Orden del Mérito Civil de España.